# 183 (tal)
183 är det naturliga talet som följer 182 och som följs av 184.

## Inom vetenskapen
- 183 Istria, en asteroid

## Inom matematiken
- 183 är ett udda tal.
- 183 är ett semiprimtal